# شهادة بجروت

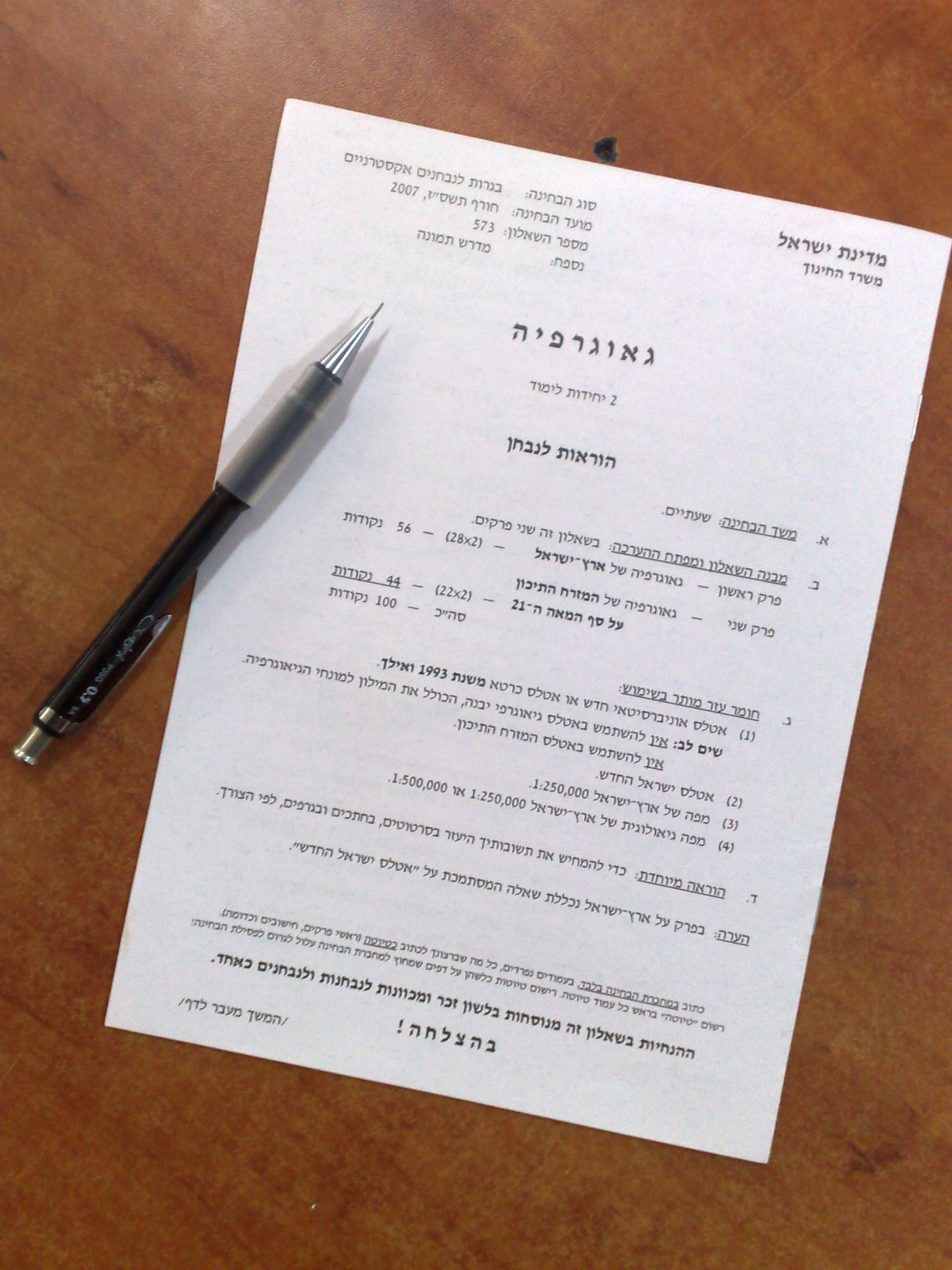
ورقة امتحان البجروت

شهادة بجروت (بالعبرية: תעודת בגרות‏) هي شهادة تثبت أن طالبًا قد اجتاز بنجاح امتحان الثانوية العامة الإسرائيلي. شهادة البجروت شرط أساسي للتعليم العالي في إسرائيل. 

## نظرة عامة
تُمنح شهادة البجروت من قبل وزارة التربية والتعليم الإسرائيلية للطلاب الذين يجتازون امتحانات الوزارة الكتابية (الشفوية في بعض الحالات) مع علامة نجاح (55٪ أو أعلى) في كل اختبار.
ورغم ذلك لا ينبغي الخلط بينها وبين شهادة إتمام المرحلة الثانوية، والتي تمنحها وزارة التعليم وتثبت أن طالبا قد أنهى 12 عاما من الدراسة.
درجات البجروت هي أحد المعايير المطلوبة في التقديم لوحدات النخبة العسكرية وللمؤسسات الأكاديمية الإسرائيلية. ومن ضمن المعايير الأخرى درجات المدرسة الثانوية واختبار القبول البسيخومتري.
توضع امتحانات البجروت لتقييم إلمام الطالب بالموضوعات التي تمت دراستها في المدرسة الثانوية. وتشرف وزارة التربية والتعليم في إسرائيل على عملية التسجيل للامتحان. وتوضع الامتحانات في جميع المواد الإجبارية ومعظم المواد الاختيارية من قبل الوزارة، لوضع امتحان نموذجي قياسي لجميع الطلاب في جميع أنحاء البلاد. وفي المدارس الثانوية ذات التوجه الأكاديمي (أي التي تهدف إلى تأهيل الطالب للدراسة الجامعية)، يتم تكريس السنتين الأخيرتين من الدراسة لإعداد الطلاب لامتحانات البجروت.